# Bni Bouayach
Bni Bouayach o Aït Bouayach è una città del Marocco, nella provincia di Al-Hoseyma, nella regione di Tangeri-Tetouan-Al Hoceima.